# Municipio de Ashford
Ashford es un distrito no metropolitano con el estatus de municipio, ubicado en el condado de Kent (Inglaterra). Tiene una superficie de 580,62 km². Según el censo de 2001, Ashford estaba habitado por 102 661 personas y su densidad de población era de 176,81 hab/km².